# Nintendo Land
『Nintendo Land』（ニンテンドー ランド）は、任天堂より2012年12月8日に発売されたWii U専用ゲームソフト。

## 概要

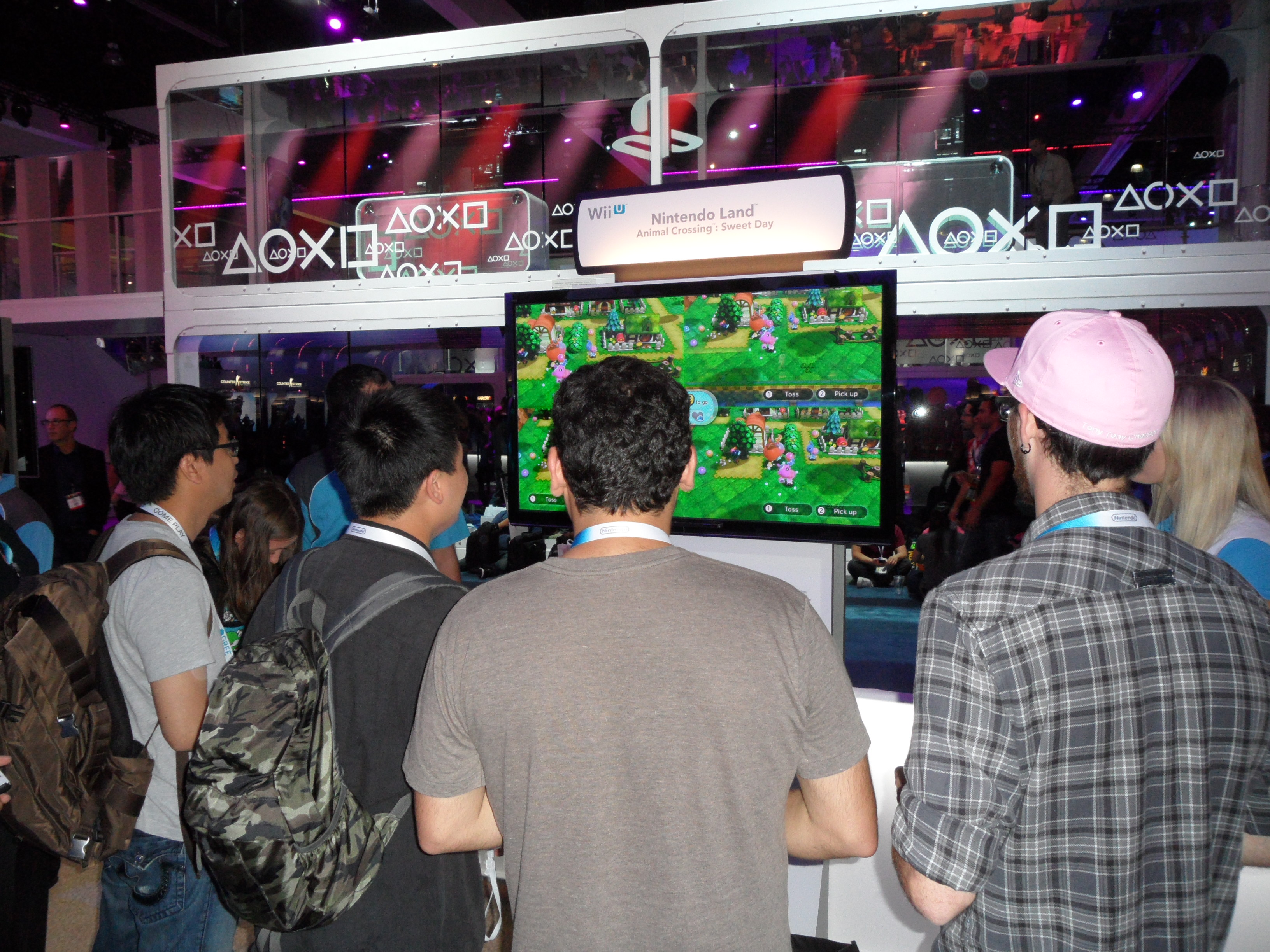
Nintendo Landをプレイしている画像。

Wii Uのローンチタイトルとなるゲームソフトの一つ。「任天堂がテーマパークを開いたら」をテーマに、任天堂が過去に発売したゲームを題材とした合計12種類のアトラクションを遊ぶミニゲーム集である。
一般的なミニゲーム集・パーティゲームにある複数人でカジュアルに遊べるアトラクションだけでなく、コアユーザーが1人でじっくりやり込めるアトラクション、立場の違う両者が対戦・協力を行うことで初心者と上級者が同時に遊べるアトラクションなどが盛り込まれている。また、Wii Uの特徴であるデバイスのWii U GamePadを活かしたシステムが多数盛り込まれており、 複数プレイではテレビとWii U GamePadの2画面を使った両者の立場の異なる対戦・協力プレイが、1人プレイではテレビとWii U GamePadの両画面や機能・センサーなどを活かした操作システムなどがある。Wiiソフト『はじめてのWii』に類する操作入門要素を含んだ、Wii Uの操作に慣れるデモンストレーションソフトに該当する。
操作キャラクターは登録されているMiiから選び、アトラクションに入る際にMiiが各ゲームのキャラクターを模った衣装を身につける。

## アトラクション

### チームアトラクション
1人と多人数の両プレイスタイルが存在するアトラクション。
ゼルダの伝説 バトルクエスト
原作：ゼルダの伝説シリーズ
Wii U GamePadでは弓使いのリンクに扮したMiiを、Wiiリモコンプラスでは剣士のリンクに扮したMiiを操作し、クリアを目指すバトルアトラクション。
ステージの最後に存在する敵ボスが守る勇気の証トライフォースを手に入れるとステージクリアとなる。プレイ人数は1 - 4人。
ピクミンアドベンチャー
原作：ピクミンシリーズ
Wii U GamePadではキャプテン・オリマーに扮したMiiを操作してピクミンを操り、Wiiリモコンプラスではピクミンに扮したMiiを操作し、クリアを目指すアドベンチャー型アトラクション。
ステージの最後に存在する宇宙船ドルフィン号の元まで辿り着き、惑星を脱出するとステージクリアとなる。プレイ人数は1 - 5人。対戦プレイ時は2 - 5人となる。
メトロイドブラスト
原作：メトロイドシリーズ
プレイヤーMiiはそれぞれサムス・アランに扮し、Wii U GamePadでは空中を漂うスターシップを操作し、Wiiリモコンプラスとヌンチャクでは地上を駆けるMiiを操作し、敵を倒していくシューティング型アトラクション。
ステージごとに与えられたミッションを遂行するとステージクリアとなる協力ミッションと、スターシップとサムスチームに分かれて戦う非対称型対戦ゲームの空陸対戦、サムス同士で撃ち合いメダルを奪い合う地上対戦の3つのモードがある。
プレイ人数は1 - 5人。空陸対戦プレイ時は2 - 5人、地上対戦時には2 - 4人となる。

### 対戦アトラクション
2人以上でのプレイ専用のアトラクション。
Wii U GamePadを持つ1人と、Wiiリモコンを持つ1 - 4人での対戦ゲーム。
マリオチェイス
原作：マリオシリーズ
Wii U GamePad側がマリオ（逃げる側）、Wiiリモコン側がキノピオ（追う側）となりステージ内で鬼ごっこを行う非対称型対戦ゲーム。マリオはステージ全体を見渡せるが、キノピオはステージ一部とマリオからの距離しか分からないため、ステージの色などを頼りに連携して捕まえる。ステージ中央にスターが設置されることがあり、マリオが取ることで一定時間キノピオに捕まらなくなる。
制限時間逃げ切ればマリオの勝利、捕まえればキノピオの勝利（どちらの場合も各キャラが走ったルートがリプレイされる）。
ルイージのゴーストマンション
原作：ルイージマンションシリーズ
Wii U GamePad側がオバケ、Wiiリモコン側がオバケ退治役となるアトラクション。オバケ役は退治役を捕らえて気絶させる、退治役はライトを照射してオバケを倒すことが目的。
オバケは通常Wii U GamePadの画面でしか見えないが、ダッシュした時や落雷が起きた時に一瞬テレビに姿が見えるほか、近づかれるとリモコンが振動するため、それらをもとに協力して位置を割り当てる（ただしあるステージでは勝手に振動させるオバケ側に有利なトラップがある）。また、オバケは一定時間ライトを封印する魔法が使えるが、チャージが必要な上にその間姿が見えてしまうためハイリスクハイリターンである。
退治役のライトはオバケの体力を削るだけでなく、気絶した味方を照らすことで復活させることも可能。ただし電池が無いと使えないため、ステージ内に置かれる電池を拾う必要がある（残り1人になるとより大きなダメージや回復ができるスーパー電池も出てくる）。
制限時間内に退治役全員を捕らえればオバケの勝利。体力が0になれば退治役の勝利。時間切れになった場合は引き分け。
どうぶつの森 キャンディーまつり
原作：どうぶつの森シリーズ
Wii U GamePad側が門番、Wiiリモコン側がどうぶつになり、キャンディーを集める競争を行うアトラクション。
門番はWii U GamePadに示される地図を頼りに、どうぶつ達を捕まえる。どうぶつは点在する木の前にあるスイッチ（2人以上必要な場合もある）を押してキャンディーを落とし拾う。多く拾うほど動きが鈍くなるため、門番から逃げるためにその場に捨てることも可能。
3回（どのどうぶつでも良い）どうぶつを捕らえれば門番の勝利。全員の合計で一定数のキャンディーを拾えばどうぶつの勝利。この対戦アトラクションのみ制限時間が無い。

### ミニアトラクション
1人プレイ専用のアトラクション。
ヨッシーのフルーツカート
原作：ヨッシーシリーズ
Wii U GamePadでヨッシーカートの行き先を指示し、GOのボタンを押すと、ヨッシーカートが指示通りに動く。この操作でステージにあるフルーツを取り、全て取ってゴールへ行くゲーム。ただしWii U GamePadにはフルーツが表示されていないので、テレビを見て感覚でヨッシーカートを指示しなければならない。ヨッシーカートは動いていると画面下部のメーターが減っていくが、フルーツを食べるとメーターが回復し、この時メーターが満タンになると後ろに卵が出来、ゴールするとその卵の分も得点に加算される。
オクトパスダンス
原作：ゲーム&ウオッチ オクトパス
Wii U GamePadで指示されたダンスをリズム通りに左右のスティックで操作するリズムゲーム。
ドンキーコングのクラッシュコース
原作：ドンキーコング

鷹丸の手裏剣道場
原作：謎の村雨城

キャプテン・ファルコンのツイスターレース
原作：F-ZEROシリーズ

バルーントリップ ブリーズ
原作：バルーンファイト